# Spectrunculus grandis
Spectrunculus grandis är en fiskart som först beskrevs av Günther, 1877.  Spectrunculus grandis ingår i släktet Spectrunculus och familjen Ophidiidae. Inga underarter finns listade i Catalogue of Life.